# Клоппель, Жерар
Жерар Клоппель родился 5 марта 1940 года и умер в возрасте 68 лет от сердечного приступа в понедельник, 6 октября 2008 года. Его участие было значительным для современной истории Мемфиса-Мицраима, а также для современной истории мартинизма.

## Молодые годы
В 1956 году Жерар Клоппель отозвался на приглашение Робера Амбелена, который подыскивал кандидатов для своего мартинистского Ордена Избранных Коэнов. Первая встреча прошла в кафе на площади Мадлен. После двухчасовой беседы Амбелен подарил Клоппелю экземпляр своей книги «Практическая каббала», с большой симпатией и почтением к его молодой, но уже большой эрудиции. Несколько недель спустя Амбелен пригласил Клоппеля к получению первых градусов посвящения «Апостольской Гностической Церкви», Патриархом которой он был.
В январе 1958 года Жерара Клоппеля посвящает в Орден мартинистов Папюса сам Филипп Анкосс, сын Жерара Анкосса (Папюса). Два дня спустя ему выдают хартию на основание собственной ложи, для которой он выбирает название «Космос», и управляет ею в течение шести лет.
В 1963 году Жерар Клоппель был посвящён в ложу Великой ложи Франции. Двумя годами позже, в 1965 году он присоединился к Уставу Мемфиса-Мицраима Робера Амбелена.

## Клоппель — наследник Амбелена
В 1984 году Робер Амбелен назначает Жерара Клоппеля великим мастером для Франции, а в 1985 году — всемирным великим мастером Устава Мемфиса-Мицраима со всей полнотой и властью преемственности по своей линии. Жерар Клоппель также унаследовал пост руководителя в Посвятительном ордене мартинистов (l’Ordre Martiniste Initiatique), который действует и в настоящее время.
Он вышел в отставку со своего поста в 1998 году, доверив пост всемирного великого мастера Шейкне Силле (Cheikna Sylla). Практически сразу после этого Устав Мемфиса-Мицраима по всему миру, и в особенности во Франции, постиг беспрецедентный раскол.
От Великой французской ложи устава Мемфиса-Мицраима и Международного державного святилища отпочковались десятки различных конкурирующих ветвей. К 2011 году в мире из наиболее крупных объединений существуют:
1. Великая французская ложа устава Мемфиса-Мицраима
2. Великая смешанная ложа устава Мемфиса-Мицраима
3. Великая традиционная ложа устава Мемфиса-Мицраима[4]

Великую традиционную ложу Мемфиса-Мицраима Жерар Клоппель создал в 1998 году и тогда же и аффилировался в неё.